# Cogan
Cogan (Cogan's Trade) è un romanzo noir dello scrittore statunitense George V. Higgins, pubblicato per la prima volta nel 1974.
È il terzo romanzo di Higgins incentrato sulla criminalità di Boston, preceduto da Gli amici di Eddie Coyle (The Friends of Eddie Coyle, 1970) e da The Digger's Game (1973).
Dall'opera è stato tratto il film Cogan - Killing Them Softly (Killing Them Softly, 2012)  diretto da Andrew Dominik con protagonista Brad Pitt.

## Trama
(George V. Higgins, Cogan)
Markie Trattman gestisce per conto della Mafia una bisca clandestina nella città di Boston e, un giorno, decide di orchestrare una finta rapina per accaparrarsi il denaro delle vincite. Il colpo ha successo e, sebbene il suo piano abbia causato un notevole - seppur temporaneo - calo degli introiti della sua attività, quando diverso tempo dopo ammette il suo coinvolgimento nel colpo non subisce alcuna ritorsione da parte dei suoi superiori. Successivamente, nell'autunno del 1974, un uomo di nome Johnny Amato, detto "Scoiattolo", organizza una rapina nella bisca di Markie, contando sul fatto che tutti sospetterebbero di quest'ultimo e che perciò la Mafia, che la volta della prima rapina aveva soprasseduto, l'avrebbe ritenuto colpevole. Per il colpo Johnny ingaggia Frankie, un suo vecchio complice di altre rapine finite male e di recente uscito di galera, e Russell, un compagno di prigionia di quest'ultimo. Il colpo va a buon fine e i tre complici si dividono il ricco bottino; Russell investe il denaro per acquistare in Florida una partita di droga da rivendere sul mercato, avviando contemporaneamente un traffico di cani di razza rubati.
La Mafia, nel frattempo, già si muove per identificare ed eliminare i colpevoli, ingaggiando un temuto sicario, Jackie Cogan; infatti, il giro di Markie ha subito nuovamente un drastico calo di giocatori, arrecando così alla mala bostoniana un grave contraccolpo economico. Jackie scopre quasi subito i nomi dei colpevoli ma, anche se sia convinto dell'estraneità di Markie in questa rapina, pensa che l'uomo debba essere eliminato comunque, essendosi questi ormai irrimediabilmente "bruciato" agli occhi dei frequentatori del giro. Dopo aver dunque ucciso Markie, Jackie s'incontra con Mitch, un altro sicario professionista, per organizzare l'omicidio dei tre uomini; tuttavia, Jackie si rende ben presto conto che questi, afflitto dall'alcolismo e dedito all'intrattenersi per intere giornate con prostitute (alle quali, tra l'altro, non si nega dal raccontare le proprie vicessitudini criminali), sia ormai divenuto pericolosamente inaffidabile per il suo compito. Jackie si libera perciò di Mitch facendolo arrestare, tramite la  denuncia anonima d'un informatore prezzolato, per la violazione degli obblighi della libertà condizionata a cui era sottoposto. Anche Russell, di lì a poco, viene arrestato con l'accusa di possesso di droga. 
Jackie deve ora occuparsi da solo dell'eliminazione dei due rapinatori rimasti. Avvicina Frankie quando questi si reca, alla solita ora, nel suo bar preferito, rivelandogli d'esser stato incaricato di punire i responsabili della rapina alla bisca di Markie e di sapere che proprio lui ne era uno dei artefici, per poi fargli credere di volergli risparmiare la vita a condizione che gli riveli dove si trovi Johnny e che soprattutto lo assista nel suo assassinio. Una volta che i due hanno eseguito l'esecuzione, Jackie si sbarazza anche di Frankie, portando così a termine l'incarico. L'intreccio si chiude con Cogan che discute animatamente con l'Autista, il suo tramite coi propri committenti, in merito al suo compenso, avendo quest'ultimo cercato di lesinare sulla somma dovutagli.

## Personaggi
Jack "Jackie" CoganUn sicario della mafia che ha avuto l'incarico di uccidere tre uomini responsabili di una rapina in una bisca clandestina.
FrankieUn delinquente di basso livello, appena uscito di prigione dove ha conosciuto il suo complice, Russel.
RusselUn delinquente instabile e dipendente da eroina, che rapina negozi di liquori e cliniche. Da poco si è
Johnny AmatoDetto lo scoiattolo. Un pregiudicato che assolda Frankie e Russel per una effettuare una rapina in una bisca clandestina.
Mark "Markie" TrattmanIl gestore della bisca rapinata da Frankie e Russell.
Mitchell "Mitch"Un anziano sicario assoldato da Jackie Cogan per uccidere Frankie e Russell.

## Altri media
Dal romanzo, nel 2012 è stato tratto il film Cogan - Killing Them Softly (Killing Them Softly) con la regia di Andrew Dominik ed interpretato da Brad Pitt nei panni del protagonista omonimo. Le vicende del film, a differenza del romanzo, non sono ambientate negli anni settanta ma nel primo decennio del 2000, sullo sfondo della crisi finanziaria del 2007-2009 e delle elezioni presidenziali del 2008.

## Edizioni
- (EN) George V. Higgins, Cogan's Trade, 1ª ed., New York, Knopf, 1974,  pp. 216, ISBN 978-0-394-49057-1.
- George V. Higgins, Cogan, traduzione di Cristiana Mennella, Stile Libero Big, Torino, Einaudi, 2012,  p. 216, ISBN 9788858406496.